# Ranunculus danubius
Ranunculus danubius är en ranunkelväxtart som beskrevs av E. Borchers-kolb. Ranunculus danubius ingår i släktet ranunkler, och familjen ranunkelväxter. Inga underarter finns listade i Catalogue of Life.